# Skräp-DNA
Skräp-DNA (av engelskans junk-DNA) är en form av icke-kodande DNA, det vill säga, delar av DNA-molekylen som inte kodar för gener och vars funktion ej är helt klarlagd. 
En form av skräp-DNA är introner. När DNA har blivit transkriberat till budbärar-RNA i cellkärnan så bortfaller vissa bitar (intronerna, som också kallas skräp-RNA.) Vad intronerna har för betydelse är inte säkert fastställt ännu. Mycket tyder dock på att de kan ha reglerande funktioner eftersom flera intronsekvenser visat sig fungera som miRNA eller andra, icke-proteingenererande RNA.
Till skräp-DNA:t hör också områden mellan gener som ej genererar protein eller RNA-transkript. I takt med att förståelsen för DNA:ts funktioner ökar så ökar dock också förståelsen för dessa områden, som bland annat visat sig innehålla områden viktiga för genreglering, exempelvis enhancerregioner.